# Chakravyuha (película de 1983)
Chakravyuha ( 'Laberinto') es una película de suspenso y acción política en idioma canarés de 1983 dirigida por V. Somashekhar. La película cuenta con la actuación de Ambareesh y Ambika en los papeles principales. Además, esta película marcó la entrada del popular actor Mukhyamantri Chandru en la industria cinematográfica. Producida por N. Veeraswamy para Eshwari Productions, esta película también contó con la participación de su hijo V. Ravichandran en un pequeño papel. El actor Tiger Prabhakar también tuvo un papel de cameo extendido en la película. La película obtuvo una clasificación 'A' sin cortes por parte de la CBFC (Central Board of Film Certification).
Tras su lanzamiento, la película recibió críticas muy positivas y catapultó la carrera de Ambareesh a mayores alturas, lo que le valió el título de "Rebel Star" por su papel de joven enojado. El gran éxito de la película inspiró a otras industrias cinematográficas y posteriormente fue rehecha en hindi como "Inquilaab" (1984) y en telugu como "Mukhyamantri" (1984), protagonizada por Krishna y con Ambika repitiendo su papel.

## Trama
Amarnath, también conocido como Amar, es un joven educado que ha enfrentado dificultades para conseguir un trabajo cualificado debido a la constante presión para comprometer sus principios morales. Entra en escena un nuevo político, Shankarappa, quien promete acabar con la corrupción, pero es recibido con desprecio por la multitud y se convierte en blanco de piedras. Amar interviene para rescatarlo y Shankarappa queda impresionado, decidiendo entrenar a Amar para que se convierta en policía. Amar supera su examen para unirse al Servicio de Policía de la India (IPS) y es asignado como Asistente de Comisionado de Policía (ACP), sirviendo con honestidad al estado.
Durante su servicio, Amar conoce a Asha, la única hija del adinerado empresario Seetharam. Su relación amorosa florece y, tras la insistencia de Shankarappa, Seetharam acepta su relación. Sin embargo, la vida de Amar toma un giro cuando descubre una red criminal en la que están involucrados tanto Shankarappa como Seetharam. Amar se ve atrapado en los crímenes perpetrados por este sindicato y se convierte en una pieza clave en sus actividades delictivas.
Amar se ve en una situación de chantaje cuando los criminales le muestran una fotografía en la que él entregó un maletín a uno de los socios de Seetharam. Esta imagen revela que dicho socio es en realidad un contrabandista internacional llamado Koya-Koya Hatachi, alias Richard Louis. Seetharam obliga a Amar a colaborar con ellos al mostrarle esta evidencia comprometedora. Amar se encuentra en una encrucijada y acepta la tarea asignada: recuperar unos valiosos diamantes pertenecientes a Richard Louis y también protegerlo de las acciones de la policía.
A pesar de no tener alternativa, Amar lleva a cabo el encargo, lo que resulta en la muerte de Richard Louis. Esta acción lo convierte en un héroe en los ojos del público y le otorga gran popularidad. Sin embargo, el inspector Pratap, colega de Amar, obtiene información sobre la situación y ordena una búsqueda en la casa de Amar por orden del comisionado Lakshman Rao. Aunque Pratap sabe que Amar ha obtenido los diamantes de Richard Louis, no logra encontrarlos debido a que Amar los ha escondido ingeniosamente dentro de las vendas de primeros auxilios.
Asha malinterpreta a Amar y lo considera corrupto, por lo que lo deja junto con su recién nacido hijo. Destrozado por la separación, Amar decide renunciar a la policía. Bajo la insistencia de Shankarappa, Amar se postula para las elecciones y se convierte en el CM, obteniendo el respaldo de la red del crimen para formar un gobierno con sus miembros. En una reunión de gabinete, Amar saca una ametralladora y revela su plan de eliminar a todos en beneficio del país. Mata a todos, incluyendo a Seetharam y Shankarappa. Asha descubre las acciones ilegales de Seetharam y el chantaje, lo que la lleva a reconciliarse con Amar. Amar se entrega a la policía por sus crímenes y es arrestado, mientras la multitud rodea el vehículo policial y exige su liberación.

## Elenco
- Ambareesh como Amarnath
- Ambika como Asha (voz doblada por B. Jayashree)
- Tiger Prabhakar como Anil Raj (cameo extendido)
- Vajramuni como Bhupathi
- Thoogudeepa Srinivas como Seetharam
- Shakti Prasad como el comisionado de policía Lakshman Rao
- Mukhyamantri Chandru como Shankarappa (acreditado como H. N. Chandrashekhar)
- Lakshman como el inspector Prathap
- P. Munikrishnappa
- Somu
- Krishne Gowda como Victor Jayaraj
- Raghavachar
- B. K. Shankar como cómplice de Bhupathi
- A. S. Murthy
- G. R. Bheema Rao
- Tiptur Siddharamayya
- Comediante Guggu
- Kannada Raju
- Shanthamma como madre de acogida de Amarnath
- Prashanthi Nayak como Kamala
- V. Ravichandran como Khoya Khoya Hatachi[4] alias Richard Louis (aparición especial)

## Banda sonora
La banda sonora fue creada por Shankar-Ganesh, y las letras de las canciones fueron escritas por Chi. Udaya Shankar. Todas las canciones compuestas para la película fueron recibidas extremadamente bien, especialmente "Chali Chali" y la canción del título, que se consideran canciones eternas. La canción "Nija Heluvenu Amma" fue adaptada de "Toothpaste Irukku", que fue compuesta por el dúo para la película tamil "Ranga".